# Lyngbymotorvejen
Autostrada Lyngbymotorvejen (duń. Lyngbymotorvejen) - autostrada jest łącznikiem pomiędzy drogą krajową 19 opuszczającą Kopenhagę w kierunku północnym jako Helsingørmotorvejen (M14) z autostradą Motorring 3 (M3) na węźle Kongens Lyngby.
Autostrada oznakowana jest jako droga nr 201.